# Le Pactole
Pour plus de détails, voir Fiche technique et Distribution.
Le Pactole est un film français réalisé par Jean-Pierre Mocky en 1985.

## Synopsis
Yves Beaulieu (Richard Bohringer) vit avec sa femme Anne (Pauline Lafont), sa fille Stéphanie (Céline Militon) et sa belle-mère (Bernadette Lafont). Lassé de son dangereux travail de démineur, ingrat, sous-payé et sans reconnaissance, Yves décide de tenter le tout pour le tout et réalise un braquage dans le supermarché voisin. Traqué par l’inspecteur Rousselet (Patrick Sébastien), il est soumis à un mystérieux chantage et tente d’échapper à la justice pour profiter du fruit de son crime.

## Fiche technique
- Réalisation : Jean-Pierre Mocky
- Scénario : Patrick Granier et Jean-Pierre Mocky
- Production : Jean-Pierre Mocky
- Directeur de production : Roger Fleytoux
- Directeur de la photographie : Edmond Richard
- Montage : Catherine Renault
- Musique : Roger Loubet
- Chef décorateur : Etienne Méry
- Genre : Thriller
- Durée : 90 minutes
- Tournage : 11 janvier 1985
- Sortie sur les écrans : 13 avril 1985
- Affiche : Jean Mascii (France)

## Distribution
- Richard Bohringer : Yves Beaulieu
- Patrick Sébastien : Rousselet
- Bernadette Lafont : La belle-mère
- Marie Laforêt : Greta Rousselet
- Pauline Lafont : Anne Beaulieu
- Roland Blanche : Bandin
- Jean-François Soubielle : Riton
- Chantal Neuwirth : La collègue d'Anne
- Patrick Granier : Ahmed, l'ouvrier arabe
- Olivier Hémon : Le colonel Ringault
- Dominique Zardi : Le vigile
- Céline Militon : Stéphanie
- Jimmy Blanche : Blancbou
- Jean Abeillé : Le barman auvergnat
- Gaby Agoston : L'ouvrier au sous-sol / un baigneur
- Jean-Paul Bonnaire : L'homme qui lit sur les lèvres
- Christian Chauvaud : Le projectionniste (sous le nom de « François Cauvaud »)
- Jean Cherlian : Le chef de chantier
- Jean-Pierre Clami : Le locataire con
- Lisa Livane : La snob
- Georges Lucas : M. Iroquoi, patron d'Anne
- Antoine Mayor : Le clochard
- Sophie Moyse : Une cliente chez Maxim's
- Prince : Ali
- Serge Renko : Le fils Vaudreuil
- Christine Reverho : La pute du supermarché
- Jean-Claude Romer : Un client chez maxim's
- François Toumarkine : Le client qui zozotte
- Aline Alba : Une consommatrice au bistrot (non crédité)
- Joëlle Miquel : La caissière de chez Maxim's (non crédité)
- François Greze
- Pierre-Marcel Ondher
- Vincent Solignac
- Jean-Claude Réminiac